# Hedycryptus tenuiabdominalis
Hedycryptus tenuiabdominalis là một loài tò vò trong họ Ichneumonidae.